# Lagtingsvalget 1966
Lagtingsvalget på Færøerne 1966 blev afholdt 8. november 1966.
Antallet af repræsentanter ændredes fra 29 til 26.

## Resultater
| Parti                | Tilslutning | Mandater i Lagtinget | Ændring fra 1962 (mandater) | Ændring fra 1962 (%) |
| -------------------- | ----------- | -------------------- | --------------------------- | -------------------- |
| Fólkaflokkurin       | 21,6 %      | 6                    | —                           | 1,4                  |
| Sambandsflokkurin    | 23,7 %      | 6                    | —                           | 3,4                  |
| Javnaðarflokkurin    | 27,0 %      | 7                    | -1                          | -0,5                 |
| Sjálvstýrisflokkurin | 4,9 %       | 1                    | -1                          | -1,0                 |
| Tjóðveldisflokkurin  | 20,0 %      | 5                    | -1                          | -1,6                 |
| Framburðsflokkurin   | 2,8 %       | 1                    | —                           | -1,6                 |